# 岸和田市立浪切ホール

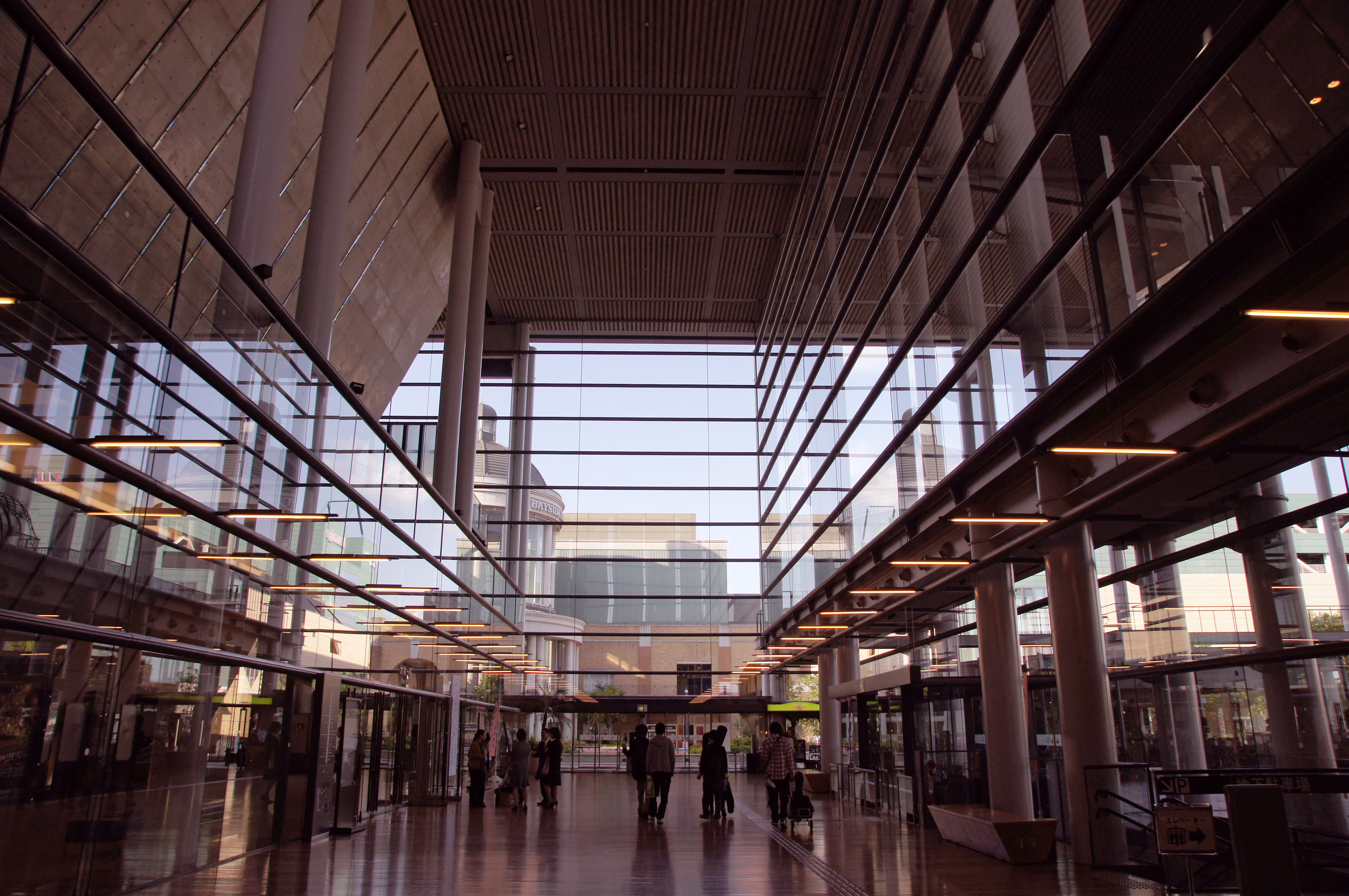
エントランスホール

岸和田市立浪切ホール（きしわだしりつなみきりホール）は、大阪府岸和田市にある多目的ホール。2002年4月に岸和田市市制施行80周年に合わせて開館した。施設命名権契約により、2019年10月1日から愛称を「南海浪切ホール」（なんかいなみきりホール）としている。

## 概要
施設は大ホールが1,552席、小ホールが288席 のほか、祭りの広場や多目的ホール、複数言語の同時翻訳に対応した特別会議室、練習室などがある。また、津波発生時の避難場所にも指定されている。
名称である浪切ホールの「浪切」は「波浪を静め未来を切り開く希望」が込められている。
2019年（平成31年）4月14日に周辺一帯はみなとオアシスの登録をしていて、当館はみなとオアシス岸和田を構成する施設の一である。

## 歴史
当館は阪南港の岸和田旧港地区に所在する。1791年に築造された岸和田港は、第1期修築工事によって大北町北西部の沿岸（当館西側の駐車場の一部）および北町の沿岸（岸和田カンカンベイサイドモールのあたり）が1938年に、第2期修築工事によって並松町の沿岸（コーナン岸和田ベイサイド店のあたり）が1956年に埋立造成された。その後、下野町の沿岸に臨海町、春木地区の沿岸に新港町および木材町、浜地区の沿岸および南町の沿岸に地蔵浜町と大規模な埋立造成が続き、旧港地区は次第に港湾機能を失っていった。そして、岸和田旧港再開発事業によって残りの箇所（当館、港湾緑地、カンカンアリーナ跡地のあたり）が1992年に埋立造成され、1994年に旧港地区は港緑町の新町名に統一された。
港湾計画は1985年に決定され、1987年に岸和田市といくつかの民間企業が中心となって設立された「岸和田港湾都市株式会社」という第三セクター会社が再開発事業の主体となった。その開発構想の中に、商業施設やマンションなどの居住施設に加え、文化施設も設ける案があった。
そこで、後から「浪切ホール」と呼ばれる文化ホールの構想が持ち上がった。
市内の各団体などに意見を募ると、希望する座席数が500席から2000席という意見があった。500席程度の座席数を希望するのは主に市民団体で、「市民活動に大きなホールは不要」との意見が多かった。2000席程度を希望するのは行政寄りの者で「900席の（旧）市民会館より大きい」という意見があった。最終、岸和田市議会には2000席の案が提出され、議論が紛糾した。結局間をとるような形で1500席となった。
施設の規模がおおよそ決まると、その外観や行われる事業など、コンセプトについて細かく議論された。中から岸和田市が選んだのが「和」を全面に出したホール。理由としては、岸和田市には岸和田城や岸和田だんじり祭などで和のイメージが広く浸透していることが挙げられた。また、将来の関西国際空港の開港も見据え、国際的な利用も可能となる設備を設置する案も入れられた。
施設の外観などが決まりコンペが行われた。「和」を取り入れつつも、隣接するカンカンベイサイドモールのデザインが「南欧風」で決まっていたため、そちらとのバランスがとれたデザインであることも条件となった。市が指名した七社が出した設計案を建設関係者などを入れた審査会が審査し、「岸和田の歴史的伝統を木造軸組のイメージを通して表現した外観デザイン」が決め手となり日建設計の案が採択された。施設の屋根部分がだんじりの屋根の形を模しているのが特徴。
そして1999年に施設の工事が始まった。開館は、岸和田市制80周年とも重なる2002年4月に決定された。また、工事に平行して施設の名称募集も進められ、「浪切ホール」に決定した。これは、隣接する浪切神社にちなみつけられたものであるが、同時に波浪を静め未来を切り開く希望も込められた。
施設がほぼ決定したところで、運営や事業の具体的な内容について討議された。「浪切ホールほどの規模の集客施設になると、市の直営では難しい」との意見が多かった。そこで出たのが、多くの公共ホールが採用している文化財団による連営方式だ。市の直営では、予算の都合上、1年以上先になる大物アーティストの公演や継続的に実施するイベントなど、大型ホールに望まれる大きな事業がやりにくいのだ。しかし、財団では施設のトラブルなど思わぬ出費にも自分の判断でお金が出せるので、臨時予算を議会に通す必要があり対応に時間がかかる市の直営より有利だからである。
そうして市が2000年4月に、基本財産の3億円を出資し「財団法人岸和田市文化財団」が設立され、大阪府教育委員会に財団法人設立許可申請を出して、5月には許可が下りた。そして6月には、浪切ホールの運営を財団に管理委託することなどが規定された「岸和田市浪切ホール条例」が制定された。
そして2002年4月4日に浪切ホールは入場無料の開館式典が行われ、開館した。
財団はホールと隣接する駐車場を運営、管理する指定管理者だったが、2011年4月から財団が指定管理者の期限切れになるため、2010年7月から新たな指定管理者の応募を開始した。応募したのは財団に加え他の2社で、競合する形となった。審査の結果、全ての項目で最も高い点数がついたJTB・南海グループ（代表企業、株式会社JTBコミュニケーションズ）が選ばれた。同年10月16日の市議会で2011年4月から5年間ホールと隣接する駐車場の指定管理者となることが議決された。これにより財団は2011年4月でホールから撤退することとなった。
その5年後の2016年4月でJTB・南海グループは指定管理者の期限切れとなるため、新たに審査が行われた。審査の結果、南海・TVKグループが選ばれた。市議会で、ホールと隣接する駐車場の新たな指定管理者となることが議決され、JTB・南海グループはホールと隣接する駐車場から撤退した。
2019年8月23日に南海グループの「南海ビルサービス」を代表事業者とする企業グループと命名権契約を結び、同年10月1日から2年半の間、施設の愛称を「南海浪切ホール」にすることが同年9月11日に発表された。また、これに合わせて施設のロゴマークも変更することが発表されている。

### 年表
- 1980年代後半 - 旧岸和田港の再開発計画の中で文化施設の案が浮上する[11]
- 1999年 - 着工[3]
- 2001年 - 竣工[3]
- 2002年4月4日 - 開館[4]
- 2011年4月 - 文化財団に代わり、JTB・南海グループ（代表企業、株式会社JTBコミュニケーションズ）が期限5年で指定管理者に就く[12]
- 2016年4月 - JTB・南海グループに代わり、南海・TVKグループ（代表企業、南海ビルサービス株式会社）が指定管理者となる
- 2019年10月1日 - 施設命名権契約により、この日より2022年3月31日までの2年6か月間、愛称が「南海浪切ホール」となる[5][6]

## 施設
- 大ホール - 1,552席[7]
  - 楽屋 - 舞台裏[14]

小ホール
全288席の小劇場。16列の昇降式床でステージ構成を変更することが可能。ファッションショーなどの多様な催しができる。
また、舞台裏には楽屋があり、7は定員2名、8と9は定員12名となっている。
多目的ホール
個展や展示会の開催を考えられて設計されている。広さは248m2で、祭りの広場との一体利用も可能となっている。
祭りの広場
960m2の広さの屋外イベント用のスペース。ホール4階部分になる大屋根が広場全体を多い、よほどの天気でない限りは雨をしのげる。100インチの大型映像装置も備えている。
特別会議室
円卓形式で52名、教室形式で240名が定員の会議室。150インチの大型映像装置や応接室、5言語同時通訳用のブースもある。
その他の施設
- レストラン
- 会議室
- 研修室
- 食の交流室
- 和室
- 練習室
- スタジオ

### 大ホール

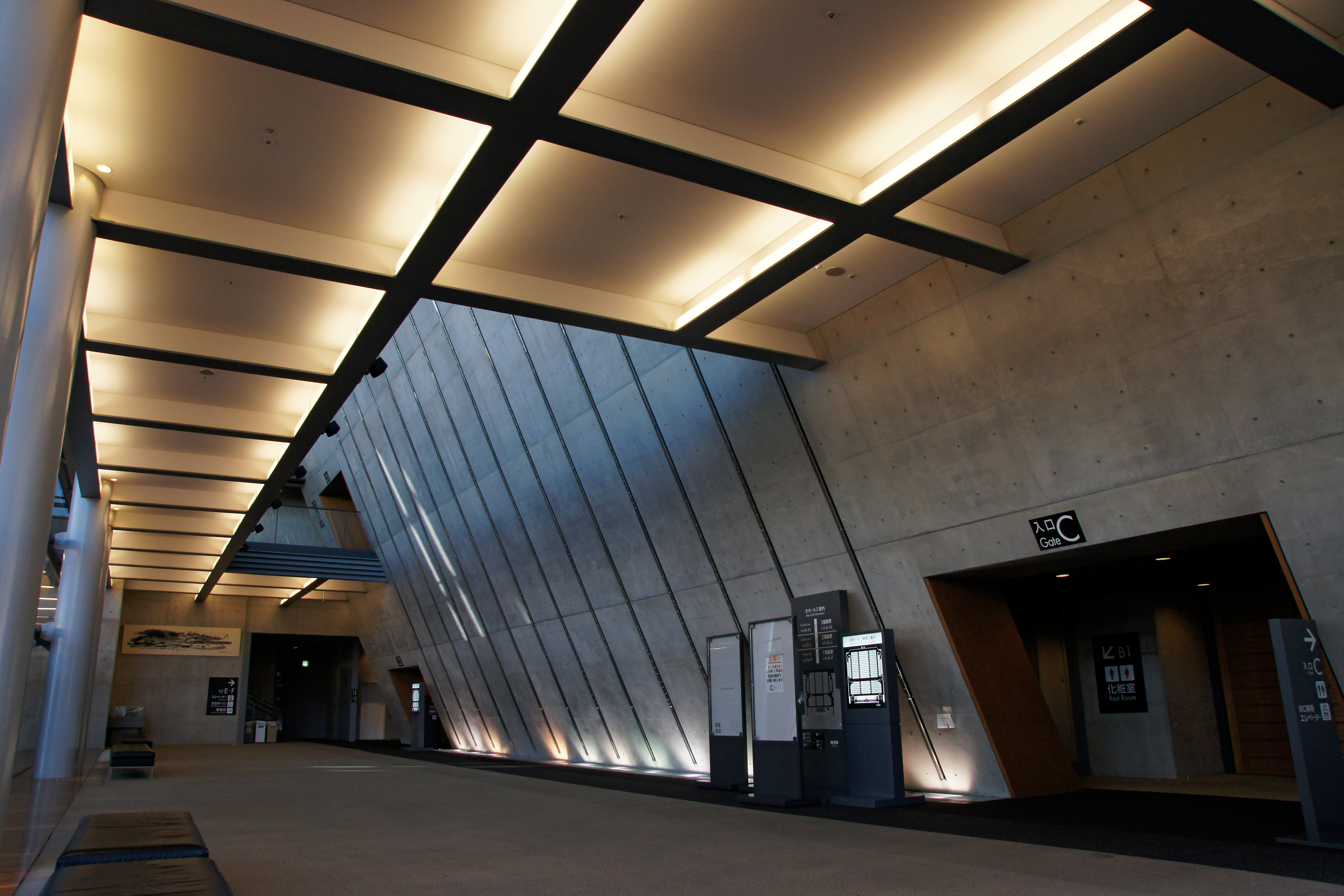
大ホール入口

日本の伝統芸能鑑賞を前提として設計された座席数1552席の多機能ホール。舞台の脇から役者が出入りする「脇花道」ではなく客席の真ん中を通る花道は電動昇降式。また、演劇やロックコンサートなどにも対応している。
また、舞台裏には楽屋があり、1-2は定員4名、3-4は定員8名、5-6は定員12名となっている。

## 管理・運営
開館より岸和田市によって設立された財団法人岸和田市文化財団によって管理・運営が行われてきたが、いわゆる指定管理者制度に則るかたちで行われた選定コンペによって、2011年4月よりJTB・南海グループ（代表企業、株式会社JTBコミュニケーションズ）が指定管理者に交代している。
2015年4月からは南海・TVKグループ（代表企業、南海ビルサービス株式会社）に指定管理者が交代した。

## 浪切友の会
入会すると「浪切友の会 会員証」がもらえ、ホールの公演情報誌が送られてくるほか、周辺のホテルが割引になるなどの特典がある。2001年に会員の募集が開始され、その時には個人会員で546名、ペア会員で1865組もの応募があった。

## 所在地・交通アクセス
- 〒596-0014 大阪府岸和田市港緑町1-1
  - 南海本線 岸和田駅から徒歩約10分
  - 岸和田市地域巡回ローズバス南ループ 港緑町（浪切ホール）停留所からすぐ
  - 阪神高速4号湾岸線 岸和田南出入口から車で約1分（大阪府道29号大阪臨海線大北町西交差点および北町交差点付近に駐車場あり）

## 周辺
- 岸和田港
- 岸和田カンカンベイサイドモール